# Raïon de Polina Ossipenko
Le raïon de Polina Ossipenko (en russe : Райо́н и́мени Поли́ны Осипе́нко, raïon imen Poliny Ossipenko) est une subdivision administrative (raïon) et une municipalité (raïon municipal) du kraï de Khabarovsk, en Russie. Le raïon fait partie de la région d'Extrême-Orient russe. Son centre administratif est le village Celo imen Polina Ossipenko, et il compte en tout  16 localités, réparties dans 5 municipalités. Sa population s'élevait à 3 657 habitants en 2023.